# Medagliati olimpici nel bob
Elenco dei vincitori di medaglia olimpica nello bob, ordinati per specialità.

## Albo d'oro

### Maschile

#### Bob a quattro
| Edizione | Oro                                                                  | Argento | Bronzo |
| --- | -------------------------------------------------------------------- | --- | --- |
| Chamonix-Mont-Blanc 1924 | Svizzera E. Scherrer - A. Neveu - A. Schläppi - H. Schläppi          | Gran Bretagna R. Broome - T. Arnold - A. Richardson - R. Soher                                                    | Belgio C. Mulder - R. Mortiaux - P. van den Broeck - V. Verschueren - H. Willems                                           |
| Sankt Moritz 1928 | Stati Uniti W. Fiske - N. Tucker - G. Mason - C. Gray - R. Parke     | Stati Uniti J. Heaton - D. Granger - L. Hine - T. Doe - J. O'Brien                                                | Germania H. Kilian - V. Krempl - H. Hess - S. Huber - H. Nägle                                                             |
| Lake Placid 1932 | Stati Uniti W. Fiske - E. Eagan - C. Gray - J. O'Brien               | Stati Uniti H. Homburger - P. Bryant - P. Stevens - E. Horton                                                     | Germania H. Kilian - M. Ludwig - H. Mehlhorn - S. Huber                                                                    |
| Garmisch-Partenkirchen 1936 | Svizzera P. Musy - A. Gartmann - C. Bouvier - J. Beerli              | Svizzera R. Capadrutt - H. Aichele - F. Feierabend - H. Bütikofer                                                 | Gran Bretagna J. Cardno - F. McEvoy - G. Dugdale - C.P. Green                                                              |
| Sankt Moritz 1948 | Stati Uniti F. Tyler - P. Martin - E. Rimkus - W. D'Amico            | Belgio M. Houben - F. Mansveld - L.-G. Niels - C. Mouvet                                                          | Stati Uniti J. Bickford - T. Hicks - D. Dupree - W. Dupree                                                                 |
| Oslo 1952 | Germania Ovest A. Ostler - F. Kuhn - L. Nieberl - F. Kemser          | Stati Uniti S. Benham - P. Martin - H. Crossett - J. Atkinson                                                     | Svizzera F. Feierabend - A. Madörin - A. Filippini - S. Waser                                                              |
| Cortina d'Ampezzo 1956 | Svizzera F. Kapus - G. Diener - R. Alt - H. Angst                    | Italia E. Monti - U. Girardi - R. Alverà - R. Mocellini                                                           | Stati Uniti A. Tyler - W. Dodge - T. Butler - J. Lamy                                                                      |
| Squaw Valley 1960 | Evento non incluso nel programma olimpico                            | Evento non incluso nel programma olimpico                                                                         | Evento non incluso nel programma olimpico                                                                                  |
| Innsbruck 1964 | Canada V. Emery - P. Kirby - D. Anakin - J. Emery                    | Austria E. Thaler - A. Koxeder - J. Nairz - R. Durnthaler                                                         | Italia E. Monti - S. Siorpaes - B. Rigoni - G. Siorpaes                                                                    |
| Grenoble 1968 | Italia E. Monti - L. De Paolis - R. Zandonella - M. Armano           | Austria E. Thaler - R. Durnthaler - H. Gruber - J. Eder                                                           | Svizzera J. Wicki - H. Candrian - W. Hofmann - W. Graf                                                                     |
| Sapporo 1972 | Svizzera J. Wicki - E. Hubacher - H. Leutenegger - W. Camichel       | Italia N. De Zordo - G. Bonichon - A. Frassinelli - C. Dal Fabbro                                                 | Germania Ovest W. Zimmerer - P. Utzschneider - S. Gaisreiter - W. Steinbauer                                               |
| Innsbruck 1976 | Germania Est M. Nehmer - J. Babock - B. Germeshausen - B. Lehmann    | Svizzera E. Schärer - U. Bächli - R. Marti - J. Benz                                                              | Germania Ovest W. Zimmerer - P. Utzschneider - B. Bittner - M. Schumann                                                    |
| Lake Placid 1980 | Germania Est M. Nehmer - B. Musiol - B. Germeshausen - H-J. Gerhardt | Svizzera E. Schärer - U. Bächli - R. Marti - J. Benz                                                              | Germania Est H. Schönau - R. Wetzig - D. Richter - A. Kirchner                                                             |
| Sarajevo 1984 | Germania Est W. Hoppe - R. Wetzig - D. Schauerhammer - A. Kirchner   | Germania Est B. Lehmann - B. Musiol - I. Voge - E. Weise                                                          | Svizzera S. Giobellina - H. Stettler - U. Salzmann - R. Freiermuth                                                         |
| Calgary 1988 | Svizzera E. Fasser - K. Meier - M. Fässler - W. Stocker              | Germania Est W. Hoppe - D. Schauerhammer - B. Musiol - I. Voge                                                    | Unione Sovietica J. Ķipurs - G. Osis - J. Tone - V. Kozlov                                                                 |
| Albertville 1992 | Austria I. Appelt - H. Winkler - G. Haidacher - T. Schroll           | Germania W. Hoppe - B. Musiol - A. Kühn - R. Hannemann                                                            | Svizzera G. Weder - D. Acklin - L. Schindelholz - C. Morell                                                                |
| Lillehammer 1994 | Germania H. Czudaj - K. Brannasch - O. Hampel - A. Szelig            | Svizzera G. Weder - D. Acklin - K. Meier - D. Semeraro                                                            | Germania W. Hoppe - U. Hielscher - R. Hannemann - C. Embach                                                                |
| Nagano 1998 | Germania C. Langen - M. Zimmermann - M. Jakobs - O. Hampel           | Svizzera M. Rohner - M. Nüssli - M. Wasser - B. Seitz                                                             | Francia B. Mingeon - E. Hostache - E. Le Chanony - M. Robert e Gran Bretagna S. Olsson - D. Ward - C. Rumbolt - P. Attwood |
| Salt Lake City 2002 | Germania A. Lange - C. Embach - E. Kühn - K. Kuske                   | Stati Uniti T. Hays - G. Hines - B. Schuffenhauer - R. Jones                                                      | Stati Uniti B. Shimer - D. Steele - D. Sharp - M. Kohn                                                                     |
| Torino 2006 | Germania A. Lange - R. Hoppe - K. Kuske - M. Putze                   | Russia A. Zubkov - F. Egorov - A. Selivërstov - A. Voevoda                                                        | Svizzera M. Annen - T. Lamparter - B. Hefti - C. Grand                                                                     |
| Vancouver 2010 | Stati Uniti S. Holcomb - S. Mesler - C. Tomasevicz - J. Olsen        | Germania A. Lange - K. Kuske - A. Rödiger - M. Putze                                                              | Canada L. Rush - D. Bissett - L. Brown - C. le Bihan                                                                       |
| Soči 2014 | Lettonia O. Melbārdis - A. Vilkaste - D. Dreiškens - J. Strenga      | Stati Uniti S. Holcomb - S. Langton - C. Tomasevicz - C. Fogt                                                     | Gran Bretagna J.J. Jackson - B. Tasker - S. Benson - J. Fearon                                                             |
| Pyeongchang 2018 | Germania F. Friedrich - C. Bauer - M. Grothkopp - T. Margis          | Germania N. Walther - K. Kuske - A. Rödiger - E. Franke e Corea del Sud Won Y-j. - Jun J-l. - Seo Y-w. - Kim D-h. | non assegnato |
| Pechino 2022 | Germania F. Friedrich - T. Margis - C. Bauer - A. Schüller           | Germania J. Lochner - F. Bauer - C. Weber - C. Rasp                                                               | Canada J. Kripps - R. Sommer - C. Stones - B. Coakwell                                                                     |
| Atleta meglio premiato: Kevin Kuske (2/2/0). Atleti più medagliati: Kevin Kuske (2/2/0), Bogdan Musiol (1/3/0) e Wolfgang Hoppe (1/2/1). Nazione meglio premiata: Germania (6/4/3) |                                                                      | | |

#### Bob a due
| Edizione | Oro                                                                                      | Argento                                              | Bronzo                                                 |
| --- | ---------------------------------------------------------------------------------------- | ---------------------------------------------------- | ------------------------------------------------------ |
| Lake Placid 1932 | Stati Uniti Hubert Stevens - Curtis Stevens                                              | Svizzera Reto Capadrutt - Oscar Geier                | Stati Uniti John Heaton - Robert Minton                |
| Garmisch-Partenkirchen 1936 | Stati Uniti Ivan Brown - Alan Washbond                                                   | Svizzera Fritz Feierabend - Joseph Beerli            | Stati Uniti Gilbert Colgate - Richard Lawrence         |
| Sankt Moritz 1948 | Svizzera Felix Endrich - Friedrich Waller                                                | Svizzera Fritz Feierabend - Paul Eberhard            | Stati Uniti Fred Fortune - Sky Carron                  |
| Oslo 1952 | Germania Ovest Andreas Ostler - Lorenz Nieberl                                           | Stati Uniti Stanley Benham - Patrick Henry Martin    | Svizzera Fritz Feierabend - Stephan Waser              |
| Cortina d'Ampezzo 1956 | Italia Lamberto Dalla Costa - Giacomo Conti                                              | Italia Eugenio Monti - Renzo Alverà                  | Svizzera Max Angst - Harry Warburton                   |
| Squaw Valley 1960 | Evento non incluso nel programma olimpico                                                | Evento non incluso nel programma olimpico            | Evento non incluso nel programma olimpico              |
| Innsbruck 1964 | Gran Bretagna Anthony James Nash - Robert Thomas Dixon                                   | Italia Sergio Zardini - Romano Bonagura              | Italia Eugenio Monti - Sergio Siorpaes                 |
| Grenoble 1968 | Italia Eugenio Monti - Luciano De Paolis                                                 | Germania Ovest Horst Floth - Pepi Bader              | Romania Ion Panțuru - Nicolae Neagoe                   |
| Sapporo 1972 | Germania Ovest Wolfgang Zimmerer - Peter Utzschneider                                    | Germania Ovest Horst Floth - Pepi Bader              | Svizzera Jean Wicki - Edy Hubacher                     |
| Innsbruck 1976 | Germania Est Meinhard Nehmer - Bernhard Germeshausen                                     | Germania Ovest Wolfgang Zimmerer - Manfred Schumann  | Svizzera Erich Schärer - Josef Benz                    |
| Lake Placid 1980 | Svizzera Joseph Benz - Erich Schärer                                                     | Germania Est Bernhard Germeshausen - Jürgen Gerhardt | Germania Est Meinhard Nehmer - Bogdan Musiol           |
| Sarajevo 1984 | Germania Est Wolfgang Hoppe - Dietmar Schauerhammer                                      | Germania Est Bernhard Lehmann - Bogdan Musiol        | Unione Sovietica Zintis Ėkmanis - Vladimir Aleksandrov |
| Calgary 1988 | Unione Sovietica Jānis Ķipurs - Vladimir Kozlov                                          | Germania Est Wolfgang Hoppe - Bogdan Musiol          | Germania Est Bernhard Lehmann - Mario Hoyer            |
| Albertville 1992 | Svizzera Gustav Weder - Donat Acklin                                                     | Germania Rudi Lochner - Markus Zimmermann            | Germania Christoph Langen - Günther Eger               |
| Lillehammer 1994 | Svizzera Gustav Weder - Donat Acklin                                                     | Svizzera Reto Götschi - Guido Acklin                 | Italia Günther Huber - Stefano Ticci                   |
| Nagano 1998 | Canada Pierre Lueders - David MacEachern e Italia Günther Huber - Antonio Tartaglia      | non assegnato                                        | Germania Christoph Langen - Markus Zimmermann          |
| Salt Lake City 2002 | Germania Christoph Langen - Markus Zimmermann                                            | Svizzera Christian Reich - Steve Anderhub            | Svizzera Martin Annen - Beat Hefti                     |
| Torino 2006 | Germania André Lange - Kevin Kuske                                                       | Canada Pierre Lueders - Lascelles Brown              | Svizzera Martin Annen - Beat Hefti                     |
| Vancouver 2010 | Germania André Lange - Kevin Kuske                                                       | Germania Thomas Florschütz - Richard Adjei           | Russia Aleksandr Zubkov - Aleksej Voevoda              |
| Soči 2014 | Svizzera Beat Hefti - Alex Baumann                                                       | Stati Uniti Steven Holcomb - Steven Langton          | Lettonia Oskars Melbārdis - Daumants Dreiškens         |
| Pyeongchang 2018 | Canada Justin Kripps - Alexander Kopacz e Germania Francesco Friedrich - Thorsten Margis | non assegnato                                        | Lettonia Oskars Melbārdis - Jānis Strenga              |
| Pechino 2022 | Germania Francesco Friedrich - Thorsten Margis                                           | Germania Johannes Lochner - Florian Bauer            | Germania Christoph Hafer - Matthias Sommer             |
| Atleti meglio premiati e più medagliati: Gustav Weder, Donat Acklin; André Lange, Kevin Kuske, Francesco Friedrich e Thorsten Margis (2/0/0). Nazione meglio premiata: Svizzera (5/5/6). |                                                                                          |                                                      |                                                        |

### Femminile

#### Bob a due
| Edizione | Oro                                             | Argento                                        | Bronzo                                           |
| --- | ----------------------------------------------- | ---------------------------------------------- | ------------------------------------------------ |
| Salt Lake City 2002 | Stati Uniti Jill Bakken - Vonetta Flowers       | Germania Sandra Prokoff - Ulrike Holzner       | Germania Susi Erdmann - Nicole Herschmann        |
| Torino 2006 | Germania Sandra Kiriasis - Anja Schneiderheinze | Stati Uniti Shauna Rohbock - Valerie Fleming   | Italia Gerda Weißensteiner - Jennifer Isacco     |
| Vancouver 2010 | Canada Kaillie Humphries - Heather Moyse        | Canada Helen Upperton - Shelley-Ann Brown      | Stati Uniti Erin Pac - Elana Meyers              |
| Soči 2014 | Canada Kaillie Humphries - Heather Moyse        | Stati Uniti Elana Meyers - Lauryn Williams     | Stati Uniti Jamie Greubel - Aja Evans            |
| Pyeongchang 2018 | Germania Mariama Jamanka - Lisa Buckwitz        | Stati Uniti Elana Meyers-Taylor - Lauren Gibbs | Canada Kaillie Humphries - Phylicia George       |
| Pechino 2022 | Germania Laura Nolte - Deborah Levi             | Germania Mariama Jamanka - Alexandra Burghardt | Stati Uniti Elana Meyers-Taylor - Sylvia Hoffman |
| Atleta meglio premiata: Kaillie Humphries (2/0/1). Atleta più medagliata: Elana Meyers-Taylor (0/2/2). Nazione meglio premiata: Germania (3/2/1). |                                                 |                                                |                                                  |

#### Monobob
| Edizione | Oro                           | Argento                         | Bronzo                    |
| --- | ----------------------------- | ------------------------------- | ------------------------- |
| Pechino 2022 | Stati Uniti Kaillie Humphries | Stati Uniti Elana Meyers-Taylor | Canada Christine de Bruin |
| Atleta meglio premiata e più medagliata: Kaillie Humphries (1/0/0). Nazione meglio premiata: Stati Uniti (1/1/0). |                               |                                 |                           |